# Hugo Candidus
Hugo Candidus, zwany też Hugo Blancus, Hugo Albus lub Hugo z Remiremont (ur. ok. 1020 — zm. 1099) – francuski kardynał i benedyktyn.

## Życiorys
Urodził się w Lotaryngii, w szlacheckiej rodzinie, prawdopodobnie nie później niż na początku lat 20. XI wieku. Został mnichem w należącym do kongregacji kluniackiej klasztorze Remiremont. W 1049 roku niemiecki papież Leon IX (1049-1054) wezwał go do Rzymu i mianował kardynałem prezbiterem San Clemente. Był jednym z najbliższych współpracowników Leona IX w dziele oczyszczania Kościoła z nadużyć (nikolaizm, symonia), jednak po jego śmierci drogi Hugona i reformatorskiego papiestwa stopniowo się rozchodziły. W 1061 Hugo nie uznał wyboru papieża Aleksandra II, obranego zgodnie z dekretem In Nomine Domini (1059), i przystąpił do obediencji antypapieża Honoriusza II (Cadalusa z Parmy). Rychło jednak pojednał się z Aleksandrem II i w latach 1063–1068 działał jako jego legat w Hiszpanii i południowej Francji. Odniósł znaczne sukcesy we wdrażaniu w tych krajach rozporządzeń Stolicy Apostolskiej o celibacie księży oraz zastąpieniu liturgii mozarabskiej liturgią rzymską. Na początku 1069 brał udział w synodzie w Rzymie. W latach 1071–1072 ponownie przebywał w Hiszpanii i Francji jako legat papieski. W czasie tej drugiej legacji mnisi z Cluny oskarżyli go o symonię i przedstawili te zarzuty Stolicy Apostolskiej. Papież Grzegorz VII, wybrany w kwietniu 1073 głównie dzięki poparciu Hugona, odrzucił jednak te zarzuty i zadeklarował pełne zaufanie do kardynała; co więcej, ponownie mianował go legatem w Hiszpanii. Już w 1075 roku doszło jednak do konfliktu między nimi. W tym roku Hugo został ekskomunikowany przez Grzegorza VII za współpracę z przeciwnikami papieża w północnej Italii. W styczniu 1076 Hugo wziął udział w synodzie w Wormacji, na którym niemiecki episkopat wypowiedział posłuszeństwo papieżowi. W rezultacie w marcu 1078 został ostatecznie pozbawiony godności kardynalskiej.
25 czerwca 1080 Hugo Candidus wziął udział w wyborze antypapieża Klemensa III (Wiberta z Rawenny) na synodzie Brixen. Klemens III potwierdził jego godność kardynalską, wbrew zarządzeniu Grzegorza VII z 1078 roku. Podpisał on bullę antypapieża datowaną 4 listopada 1084 jako kardynał San Clemente. Z bulli tej wynika, że Hugo w tym czasie sprawował też funkcję biskupa Fermo, jednak okoliczności objęcia przez niego tej funkcji nie są znane. W 1085 roku był legatem Klemensa III w Niemczech. Po powrocie z tej legacji został mianowany kardynałem biskupem Palestriny (prawdopodobnie w 1089). W sierpniu 1098 uczestniczył w "wibertyńskim" synodzie w Rzymie. Jego imię po raz ostatni pojawia się wśród sygnatariuszy bulli Klemensa III z 18 października 1099. Prawdopodobnie niedługo potem zmarł.
W katolickiej historiografii Hugo Candidus uważany był za jednego z głównych przeciwników "reformy gregoriańskiej" w Kościele oraz za obrońcę panujących wówczas nadużyć, zwł. symonii. Jakkolwiek jest faktem, że w 1072/73 został on oskarżony o symonię przez mnichów kluniackich, temu jednoznacznie negatywnemu obrazowi przeczy jednak jego wcześniejsza współpraca z Leonem IX oraz Hildebrandem, jeszcze zanim ten ostatni został papieżem Grzegorzem VII. Zwraca się uwagę, że źródłem dla większości zarzutów przeciw niemu jest biskup Bonizo z Sutri, zagorzały gregorianin, który z pewnością nie był bezstronny w jego ocenie. Także pontyfikat antypapieża Klemensa III, którego Hugo był bliskim współpracownikiem, jest obecnie przedstawiany w nieco korzystniejszym świetle; wiadomo, że również on zwalczał symonię i nikolaizm, natomiast różnice między nim a obozem "gregoriańskim" dotyczyły głównie kwestii politycznych, zwłaszcza stosunku do Cesarstwa.